# Anna Movsisyan
Anna Movsisyan (tiếng Armenia: Աննա Մովսիսյան; sinh ngày 15 tháng 7 năm 1988) là một vận động viên quần vợt Armenia đã giải nghệ.
Movsisyan sinh ra ở Yerevan. Ngày 20 tháng 4 năm 2009, cô đạt thứ hạng đơn cao nhất là 773. Ngày 15 tháng 9 năm 2008, cô đạt thứ hạng cao nhất ở nội dung đánh đôi là 603.
Thi đấu cho Armenia tại Fed Cup, Movsisyan có tỉ lệ thắng-thua là 26–13.

## Chung kết ITF

### Chung kết đánh đôi: 3 (0-3)
| Giải đấu $100.000 |
| Giải đấu $75.000  |
| Giải đấu $50.000  |
| Giải đấu $25.000  |
| Giải đấu $10.000  |

| Kết quả | Số | Ngày                | Giải đấu            | Mặt sân | Đồng đội         | Đối thủ trong trận chung kết                | Tỉ số trong trận chung kết |
| Á quân  | 1. | 5 tháng 5 năm 2008  | Vic, Tây Ban Nha    | Đất nện | Fatima El Allami | Lisa Sabino Benedetta Davato                | 2–6, 2–6                   |
| Á quân  | 2. | 30 tháng 6 năm 2008 | Oviedo, Tây Ban Nha | Cứng    | Kim So-yeon      | Melisa Cabrera Handt Irene Rehburger Bescos | 3–6, 6–3, [4–10]           |
| Á quân  | 3. | 11 tháng 8 năm 2008 | Iława, Ba Lan       | Đất nện | Lisa Marshall    | Ima Bohush Romana Tabak                     | 3–6, 2–6                   |